# Three Mounted Men
Three Mounted Men (Brasil: Os Três Cavaleiros ) é um filme norte-americano de 1918, do gênero faroeste, dirigido por John Ford e estrelado por Harry Carey. O filme é considerado perdido.

## Elenco
- Harry Carey ... Cheyenne Harry
- Joe Harris ... Buck Masters
- Neva Gerber ... Lola Masters
- Harry Carter ... Filho do diretor
- Ruby Lafayette ... Mrs. Masters
- Charles Hill Mailes ... Warden
- Mrs. Anna Townsend ... Mãe de Harry
- Ella Hall ... Papel indeterminado